# Вёшенский дуб
Вёшенский дуб — ботанический памятник природы, который располагается на 8 километров севернее станицы Вёшенской в Шолоховском районе Ростовской области на территории Шолоховского лесничества. Место, на котором растёт дуб, относится к особо охраняемым природным территориям федерального значения. Вёшенский дуб считается самым старым деревом на территории Южного федерального округа. Дерево находится на территории музея-заповедника М. А. Шолохова.

## История
Согласно местным преданиям, в пятистах шагах от дуба зарыт клад татарского хана. Однако, в какой стороне его искать — не известно. Раньше многие казаки приходили к дубу и пытались найти клад на этой территории.
В 1952 году в дерево ударила молния, повредившая один из двух стволов. Об этом свидетельствуют отметины, сохранившиеся на стволе дуба.
В январе 2012 года решением Сертификационной комиссии Всероссийской программы «Деревья — памятники живой природы» дуб получил статус памятника живой природы всероссийского значения. В апреле 2011 года он был внесён в реестр старовозрастных деревьев России под № 30. В 2012 году специалисты Центра древесных экспертиз «Здоровый лес» провели диагностику дерева и установили его точный возраст — 177 лет.
По состоянию на 2010 год дерево находилось в удовлетворительном состоянии, было спасено от лесных пожаров.
Согласно Постановлению Администрации Ростовской области от 19 октября 2006 года № 418 «О памятниках природы Ростовской области», дуб значится памятником природы областного значения, как и прилегающая к нему территория.

## Описание
Вёшенский дуб относится к виду Дуб черешчатый.
Ствол дерева на высоте 1,9 метра раздваивается и образует два самостоятельных ствола. Высота первого из них составляет 25 метров при диаметре 1,4 метра. Высота второго составляет 25,2 метра при диаметре 1,6 метра. Природоохранная территория вокруг дуба составляет 150 гектаров, а охранная зона вокруг самого памятника природы — 2,5 гектара. У дуба крепкий ствол с седловиной и раскидистая крона.